# Адольф Шнюрле
Адольф Шнюрле (нім. Adolf  Schnürle; 24 травня 1897 — 10 листопада 1951) — німецький інженер, конструктор двигунів внутрішнього згоряння.

## Загальні відомості
У 1924 році в Штутгартському політехнічному інституті захистив дисертацію на тему: «Теоретико-термічні дослідження процесу перетворення тепла в механічну роботу при використанні твердих палив».
У 1925 році для свого роботодавця Klöckner-Humboldt-Deutz А. G. («KHD»), (акціонерне товариство Клекнер-Хумбольд-Дойтц) він розробив систему триканальної продувки для двотактних двигунів.
У 1932 році фірма DKW придбала ліцензію Адольфа Шнюрле на метод петлевої продувки циліндра двотактного двигуна та ексклюзивне право його використання в своїх бензинових двигунах. Цей патент зробив революцію в моторобудуванні.
У 1935 році Шнюрле розробляв на фірмі KHD дизельні авіаційні двигуни, які мали б конкурувати з опозитними моторами фірми Junkers. Пізніше заснував власну фірму з розробки авіаційних двигунів «Adolf Schnürle Motorenkonstruktion/ Stuttgart».
В даний час на теологічному факультеті Еверхард-Клаус-університеті в Тюбінгіні існує фонд Адольфа і Гертруди Шнюрле (нім. Dr.-Ing. Adolf und Gertrud Schnürle-Stiftung) який сприяє науці та освіті обдарованих студентів.